# Qinna

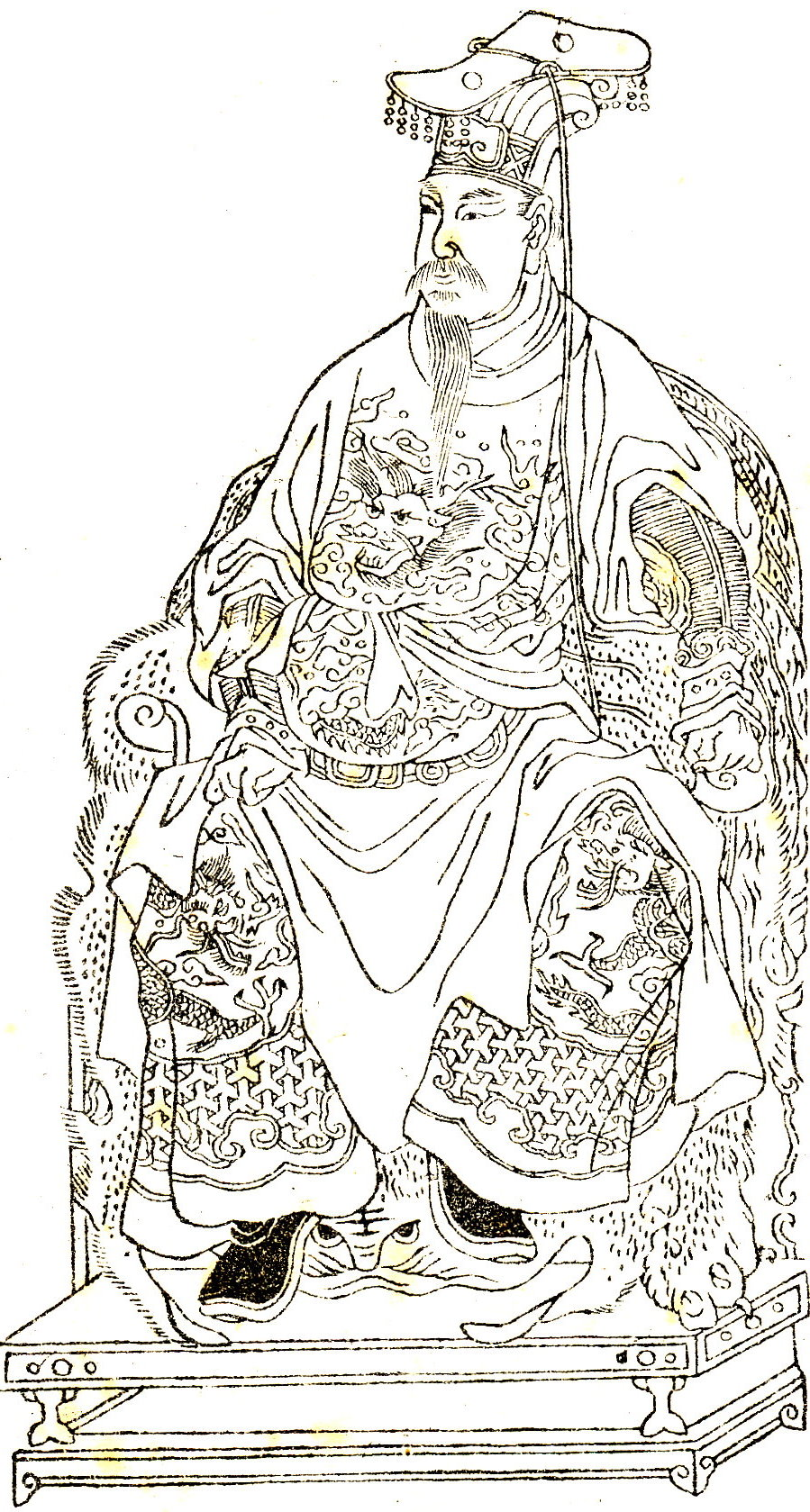
Yue Fei, general a quem é atribuída a codificação do Chin'na

Qinna (em chinês:  擒拿, Qínná, Qin'na ou Chin na) é uma arte marcial chinesa, cujo fulcro reside nas técnicas de imobilização e controle do oponente, isto é, praticam-se golpes direcionados a específicos pontos de pressão e distensão de articulações, tendões e músculos, no fito de submeter o adversário, fazendo-o com que desista de prosseguir no eventual ataque. O nome pode ser traduzido como «pegar», «segurar»; os ideogramas chin e na significam agarrar ou segurar e controlar, respectivamente.
É uma prática usada em quase todos os estilos de artes marciais chinesas, sendo algumas vezes combinado com o shuaijiao (técnica corporal de luta chinesa). É um dos aspectos marciais aplicados no tai chi chuan, que tem como objetivo principal o desenvolvimento da energia (chi).
Diz-se que um mestre nesta arte é capaz de matar seu oponente se prolongar a aplicação de certas técnicas. Dentre os estilos de wushu os que maior importância dão à prática deste tipo de técnicas são o Pai huo chuan, o Fan tzi ien jao e o Hung. Há também um estilo transmitido principalmente em Macau por um mestre chamado Wong Po Kan (黃寶金), também mestre em wing chun.
Ao general Yue Fei, os taoístas atribuem a criação do estilo Hsing I, um dos três estilos internos (Nei chia) de wushu. Ainda hoje a polícia chinesa utiliza técnicas de Chin-Na e Suai Jiao para imobilização de elementos desarmados.

## Características
As técnicas englobam golpes que vão desde o simples agarramento até projeções, isto é, o arremesso do adversário. Sendo que as técnicas estão relacionadas não somente com o controlo do adversário em si, mas em controlá-lo por intermédio do uso das linhas nas quais fluem a energia corporal, ou chi. Diz-se haver 108 pontos. Há vários tipos de técnicas, sendo que algumas delas são fáceis de dominar e bem assim o princípio fisiológico por detrás.
Os historiadores acreditam que o general Yueh Fei (1103-1114 d.C) aprendeu com o monge Shaolin Jao Tung as 108 técnicas originais de apresamento e torção que ficariam conhecidas por chin na. Dominar o atacante sem a necessidade de ferí-lo demasiadamente, era a intenção original dos monges Shaolin que codificaram o método.
Existem quatro divisões principais entre os métodos da modalidade:
- Nível básico
  - Fen jin (divisão muscular)
  - Tsuo kuo (deslocamento ósseo)
- Nível avançado
  - Bih chi toan mie (impedimento do fluxo de ar ou de sangue)
  - Tien hsuen (pressão nos pontos de energia)